# Chrudichromy
Chrudichromy – miejscowość i gmina (obec) w Czechach, w kraju południowomorawskim, w powiecie Blansko. W 2022 roku liczyła 211 mieszkańców.